# Vigor Lamezia Calcio 1989-1990
Questa voce raccoglie le informazioni riguardanti  la Vigor Lamezia Calcio nelle competizioni ufficiali della stagione 1989-1990.

## Rosa
| N. |                   | Ruolo | Calciatore           |
| -- | ----------------- | ----- | -------------------- |
|    | Italia (bandiera) | D     | Mario Abate          |
|    | Italia (bandiera) | A     | Maurizio Balestrieri |
|    | Italia (bandiera) | C     | Gennaro Bevilacqua   |
|    | Italia (bandiera) | C     | Salvatore Caputo     |
|    | Italia (bandiera) | C     | Nunzio Di Somma      |
|    | Italia (bandiera) | D     | Ignazio Di Stefano   |
|    | Italia (bandiera) | A     | Giovanni Giampà      |
|    | Italia (bandiera) | C     | Francesco Gigliotti  |
|    | Italia (bandiera) | C     | Pasquale Gullo       |
|    | Italia (bandiera) | A     | Renato Lo Masto      |
|    | Italia (bandiera) | C     | Giuseppe Lorecchio   |

| N. |                   | Ruolo | Calciatore       |
| -- | ----------------- | ----- | ---------------- |
|    | Italia (bandiera) | D     | Antonio Martino  |
|    | Italia (bandiera) | D     | Gregorio Mele    |
|    | Italia (bandiera) | C     | Giovanni Messina |
|    | Italia (bandiera) | D     | Elio Migliaccio  |
|    | Italia (bandiera) | C     | Santo Minisi     |
|    | Italia (bandiera) | A     | Angelo Montrone  |
|    | Italia (bandiera) | C     | Stefano Papiri   |
|    | Italia (bandiera) | C     | Claudio Scotti   |
|    | Italia (bandiera) | C     | Vito Sinopoli    |
|    | Italia (bandiera) | P     | Domenico Torre   |